# Perissolestes romulus
Perissolestes romulus là loài chuồn chuồn trong họ Perilestidae. Loài này được Kennedy mô tả khoa học đầu tiên năm 1941.